# Великая рукотворная река

Логотип проекта

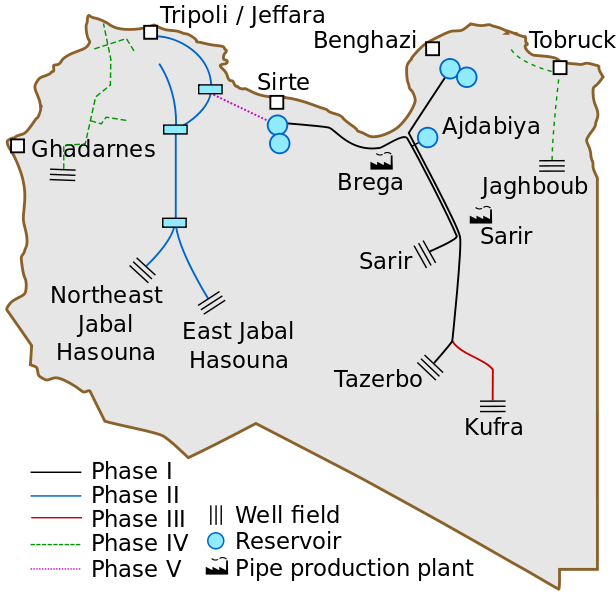
Карта проекта

Великая рукотворная река — сложная сеть водоводов, снабжавшая в Ливии в период правления Муаммара Каддафи пустынные районы и побережье Ливии водой из Нубийского водоносного слоя.
По некоторым оценкам, это был самый масштабный ирригационный проект за всю историю человечества. Эта огромная система труб и акведуков, включающая также более 1300 скважин глубиной более 500 метров, снабжает города Триполи, Бенгази, Сирт и другие, поставляя 6 500 000 м³ питьевой воды в день.
Лидер социалистической Ливии Муаммар Каддафи назвал эту реку «Восьмым чудом света».

## Проект
Попытки отыскать нефть в южной Ливии в 1953 году привели к обнаружению гигантских подземных запасов питьевой воды. В 1960-х появились первые мысли по строительству ирригационной системы.
Проект, по замыслу, должен был позволить сделать поливными 130 тыс. га земли. Часть земли — выделить мелким фермерам, поставляющим продукцию на внутренний рынок. Крупные хозяйства, работающие на первом этапе с иностранной помощью, предполагалось ориентировать на производство импортируемой в то время продукции: пшеницы, овса, кукурузы и ячменя (импортозамещение).
3 октября 1983 — Всеобщий народный конгресс провёл чрезвычайную сессию для создания резолюции по финансированию проекта.
Общая стоимость проекта, по прогнозам, должна была превысить 25 млрд долларов, планируемое завершение строительства — не раньше чем через 25 лет. С 1990 года в поддержке и обучении инженеров и техников проекта посильную помощь оказывает ЮНЕСКО.

## Строительство

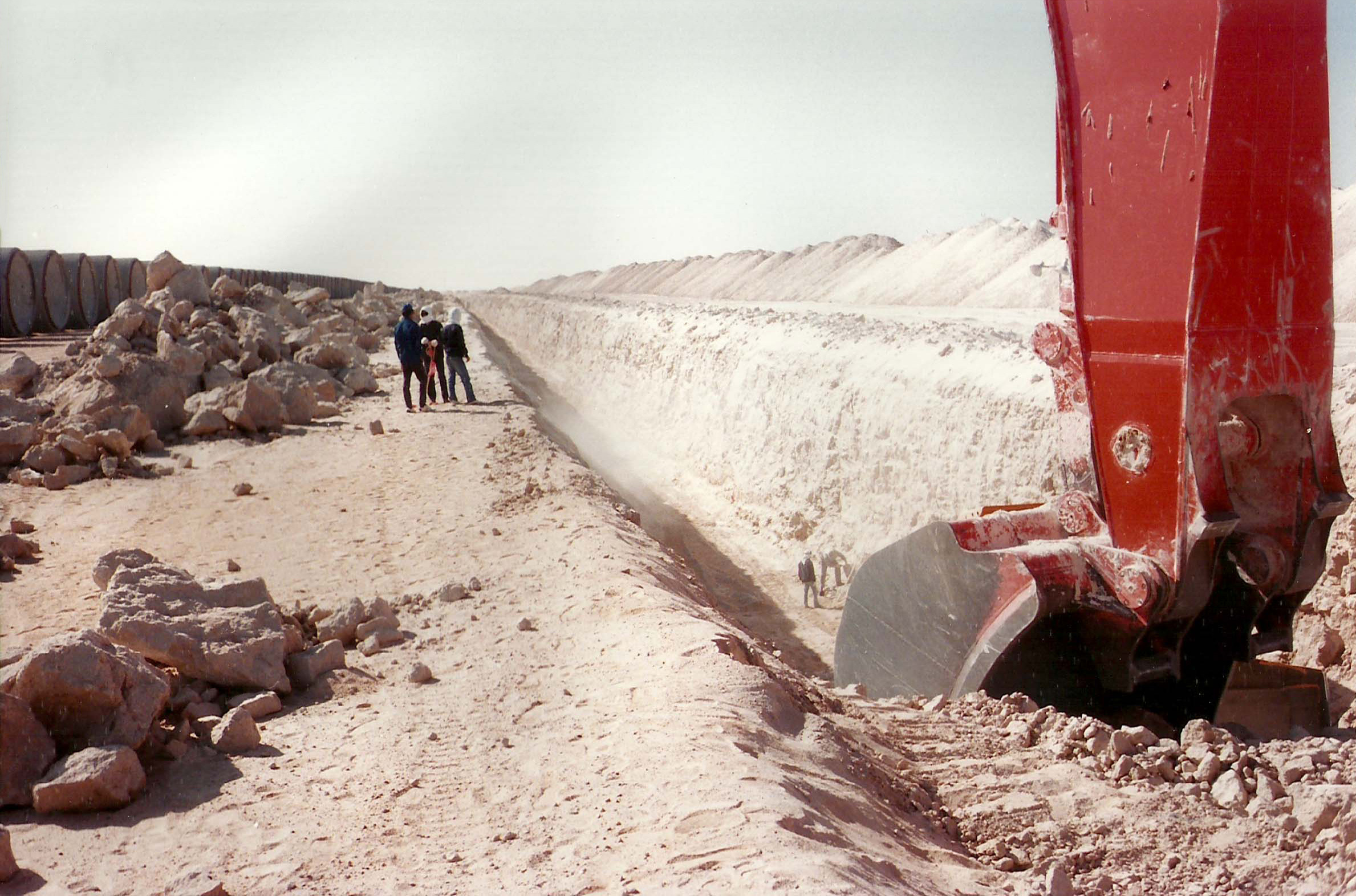
Рытье траншей в 1988 году

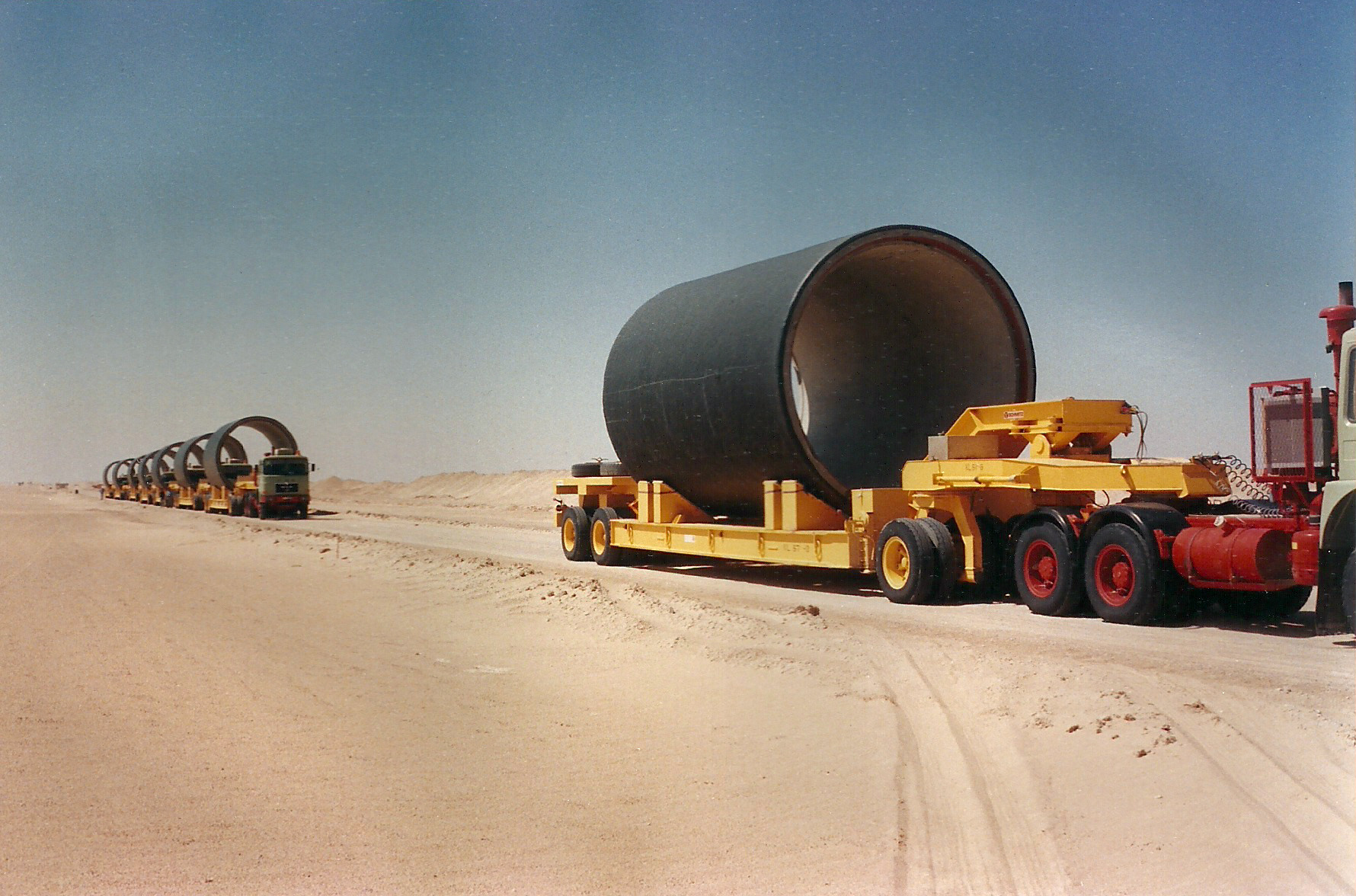
Транспортирование сегментов трубы

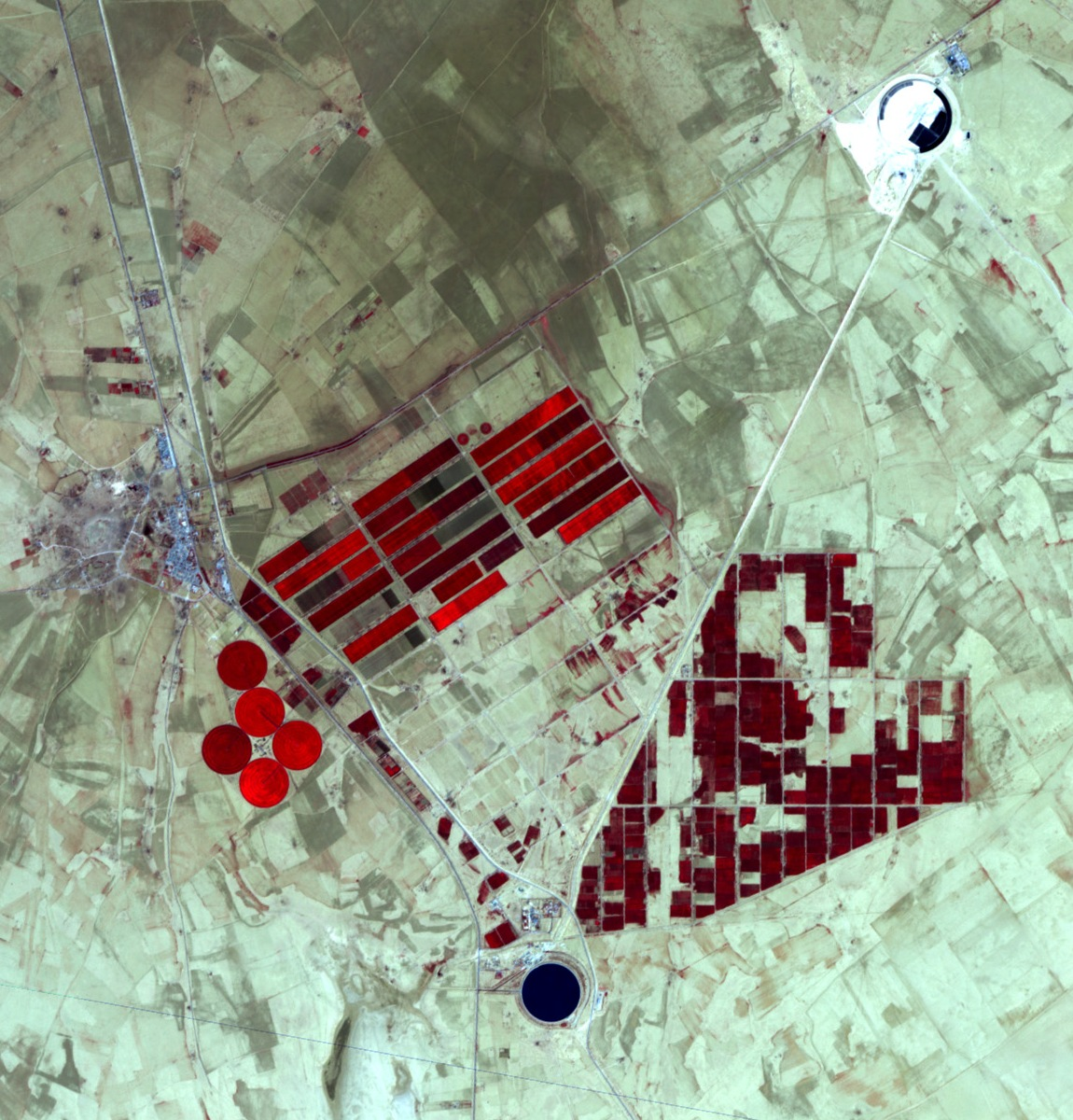
Изображение резервуара Grand Omar Mukhtar в условных цветах. Тёмно-синему цвету соответствует вода, красному — растительность, различные городские постройки и асфальтовые дороги — это серый цвет, грунт — бежевый

В 1984 году проект стартовал. На праздничном открытии проекта принимали участие десятки арабских и африканских глав государств и сотни других иностранных дипломатов и делегаций. Среди них был египетский президент Хосни Мубарак; король Марокко Хасан II, глава Судана генерал Омар аль-Башир и президент Джибути Хассан Гулед Аптидон. Муаммар Каддафи представил этот проект как подарок третьему миру и сказал празднующим: «После этого достижения удвоятся угрозы США против Ливии… Соединённые Штаты сделают всё под другим предлогом, но настоящей причиной будет остановить это достижение, чтобы оставить народ Ливии угнетённым». Мубарак в своей речи на церемонии подчеркнул региональную важность проекта. Каддафи также обратился к египетским крестьянам с просьбой приезжать работать в Ливии, население которой всего 4 миллиона жителей; население Египта же 83 миллиона человек, которое проживает на узких участках вдоль реки Нила и региона дельты.
Строительство было разделено на пять основных фаз.
Первая фаза предполагала серьёзные экскаваторные работы (до 85 млн м³ грунта) к которым приступили 28 августа 1984 года. Стоила она приблизительно 5 млрд долларов; реализовывалась она южнокорейскими специалистами по современным технологиям
- С 26 августа 1989 года начались работы второй фазы — «Воду в Триполи», конечная цель которых — доставка в Триполитанию 1 млн м³ воды в день.
- 11 сентября 1989 — вода поступила в водохранилище в Адждабия.
- 28 сентября 1989 — вода поступила в водохранилище Гранд-Омар-Муктар.
- 4 сентября 1991 — вода поступила в водохранилище Эль-Гардабия.
- 28 августа 1996 — вода дошла до Триполи.
- 28 сентября 2007 — вода дошла до Гарьяна.

Третья фаза — завершение строительства водовода из оазиса Куфра до Бенгази.
Последние две фазы — постройка новой, западной ветки в город Тобрук и в итоге объединение этих веток в единую систему около города Сирт.
Для производства труб диаметром четыре метра из предварительно напряжённого железобетона в городе Эль-Бурайка был построен завод, выпустивший более полумиллиона труб.
В 2008 году Книга рекордов Гиннесса признала Великую рукотворную реку самым большим ирригационным проектом в мире.

## Разрушение
НАТО бомбардировало инфраструктуру, необходимую для работы данных трубопроводов.

## Критика
Противники проекта называли причиной его неосуществимости тот факт, что основные задачи и принципы проекта определялись не инженерами и экономистами, а лидером государства, и без каких-либо расчётов, волюнтаристическим решением. Величественное англоязычное название проекта, «the Great man-made river» (Великая рукотворная река), было иронически переиначено в «great mad man river» (река великого безумца), и под таким названием стало известно практически всей Африке, вплоть до того, что часто употреблялось всерьёз, без иронического или осуждающего оттенка. Внутри Ливии это название было объявлено «антикаддафийской пропагандой».

## В культуре

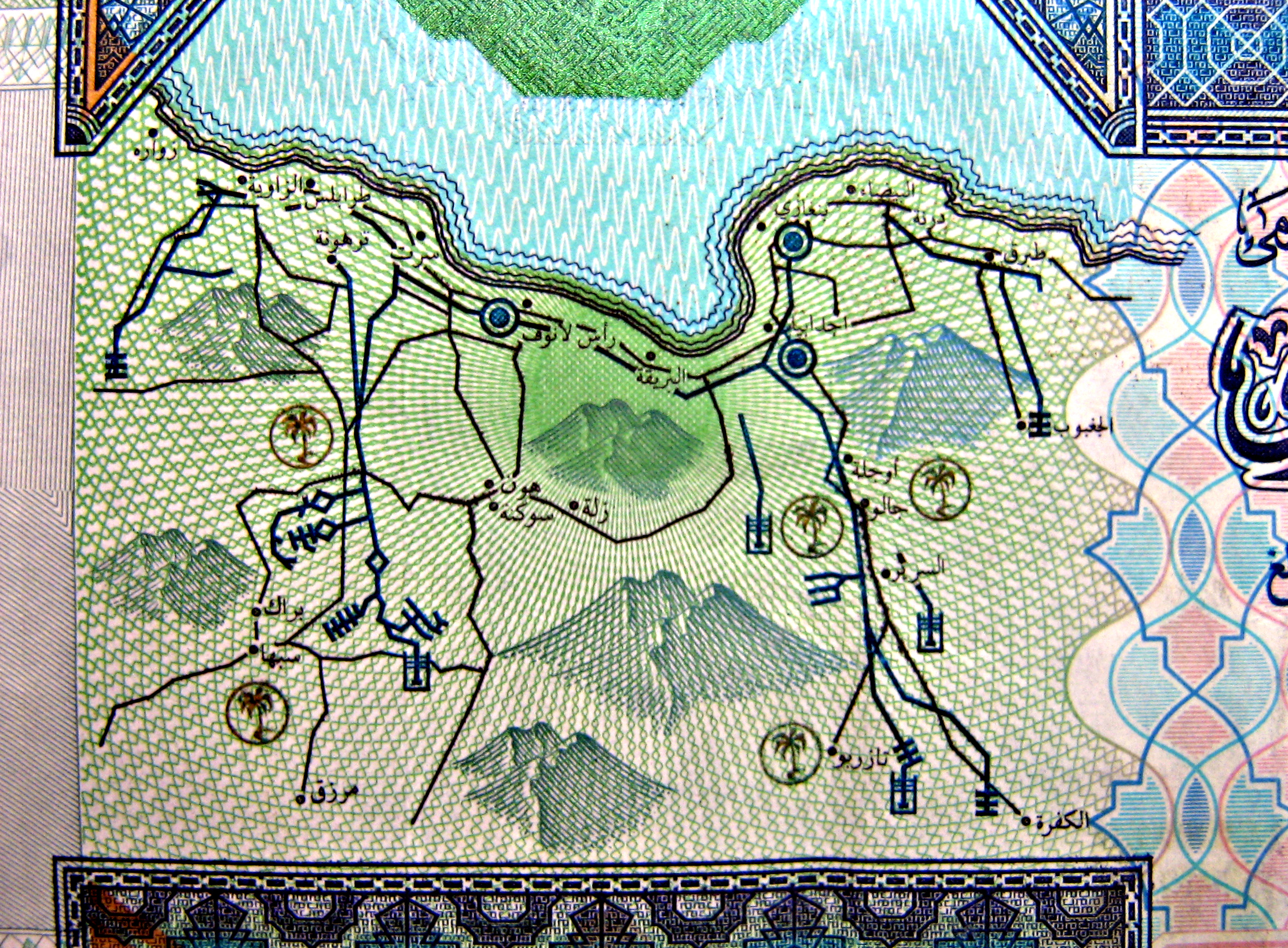
Великая рукотворная река на банкноте 20 динаров

Схема Великой рукотворной реки размещена на банкноте в 20 динаров.